# Il potere della spada - Shadowless Sword
Il potere della spada - Shadowless Sword (무영검?, MuyeonggeomLR) è un film del 2005 diretto da Kim Young-jun.

## Trama
Il regno di Balhae è sull'orlo della rovina, tanto da essere rimasta come unica persona adatta a governare soltanto un giovane principe esiliato quattordici anni prima, Dae Jeong-hyun; il primo ministro invia così la valente guerriera Yeon So-ha a recuperare il principe, prima che i nemici – che ormai si sono messi sulle sue tracce – lo trovino e lo uccidano. Sebbene il carattere di Jeong-hyun non sia dei più semplici, e dopo vari tentativi di fuga da parte di quest'ultimo, tra lui e la sua guardia del corpo sboccia infine l'amore; nel combattimento finale con il più pericoloso tra gli antagonisti, Gun Hwa-pyung, So-ha sceglie di sacrificarsi per l'amato, che riuscirà infine a diventare sovrano di Balhae.

## Distribuzione
In Corea del Sud la pellicola è stata distribuita dalla CJ Entertainment a partire dal 18 novembre 2005; anche in Italia la pellicola ha avuto una breve distribuzione cinematografica a cura della Eagle Pictures, a partire dal 15 maggio 2009.

### Edizione italiana
L'edizione italiana de Il potere della spada - Shadowless Sword è stata curata dalla D.P.T. - Digital Production Television di Roma, su dialoghi di Maria Cristina Canale e direzione del doppiaggio di Valter Polini.